# بيتر كوبلي
بيتر كوبلي (بالإنجليزية: Peter Copley)‏ هو ملحن بريطاني، ولد في 14 مارس 1962.

## وصلات خارجية
- بيتر كوبلي على موقع ميوزك برينز (الإنجليزية)